# Mycetophagus obsoletesignatus
Mycetophagus obsoletesignatus is een keversoort uit de familie boomzwamkevers (Mycetophagidae). De wetenschappelijke naam van de soort werd in 1968 gepubliceerd door Miyatake.